# Elitestyrker vs specialstyrker
Elitestyrker er en normal betegnelse for den bedste del af et lands almindelige militære styrker. Med "almindelige" menes her styrker uden for kategorien specialstyrker. Sidstnævnte er et lands militære kommandostyrke, med rekognoscering, nålestiksoperationer og antiterror-opgaver som speciale.
Nogle forkortelser. Es: Elitestyrker eller eliteenheder. Sps: Specialstyrker eller specialenheder.

## Forhistorie
Oldtidens konger havde alle en livvagt, som var særligt udvalgt og trænet til denne særlige opgave. Den mest kendte eliteenhed fra oldtiden er nok Prætorianergarden, de romerske kejseres livvagt. De var dog ofte lige så meget bødler eller snigmordere, der skulle skaffe kejserens personlige fjender eller rivaler af vejen eller måske kejseren selv. Et eksempel på dette kan ses i filmen Gladiator med Russel Crowe i hovedrollen. I virkeligheden var det netop prætorianerne, der dræbte kejser Commodus. I Det Gamle Testamente i Bibelen kan man læse om Kong Davids helte. En enhed på 30 mand, som var nærmest uovervindelige i kamp.
Vores eget Jægerkorps er heller ikke af nyere dato. Det oprindelige korps går tilbage til 1651, da der var brug for små specialkorps, der kunne gøre livet surt for svenskerne. Det amerikanske marinekorps stammer tilbage fra Uafhængighedskrigen 1775-83 og er således ligeså gammelt som nationen.

## Elitestyrker
Betegnelsen elitestyrke kan være bredt dækkende, og en eliteenhed kan komme fra alle våbenbærende dele af et lands væbnede styrker. Det er også sommetider blevet misbrugt af forskellige årsager, enten for at give et land, en enhed eller måske en militær eller politisk leder et skær af at være noget stort i andres øjne. Dette var tilfældet med Italiens diktator Benito Mussolini under 2. verdenskrig. Det modsatte kan også være tilfældet og bliver det af de diametralt modsatte årsager. En enhed bliver trænet, væbnet og indsat på samme vilkår som resten af hæren, men alligevel kæmper den pågældende enhed med større mod og risikovilje. Den israelske Golan Brigade (også kendt som 1. brigade) er et eksempel på en enhed, der ikke er specielt udset, væbnet og trænet til opgaven. Men gennem enhedens indsats i kamphandlinger er den blevet en eliteenhed. I den Røde Hær blev sådanne regimenter udnævnt til garderregimenter.
De mest kendte elitestyrker i verden er enheder som f.eks. US Marines, Rangerregimentet også kendt under navnet United States Army Rangers, 101. og 82. luftbårne divisioner, hvor de tre sidstnævnte er enheder i den amerikanske hær. Den 101. division er dog ikke længere en faldskærmsdivision, men det som amerikanerne kalder en Air Assault Division. Divisionen benytter sig i stor udstrækning af helikoptere og udførte under Golfkrigen historiens største helikopterangreb, da de anlagde en midlertidig base 70 km inde på irakisk område. Den israelske faldskærmsjæger-brigade (hebr.: Hativat HaTzanhanim), de britiske Parachute Regiment, (ikke at forveksle med Special Air Service, SAS, der er en decideret specialstyrke) og Royal Marines.

## Specialstyrker
Specialstyrker er derimod ofte, som navnet siger, kendetegnet ved specialiserede egenskaber. Kendte specialstyrker er, foruden Storbritanniens 22. SAS Regiment, f.eks. det ligeledes britiske Special Boat Squadron, eller SBS, det tyske Grenzschutzgruppe 9 (GSG9), det franske Groupe d'intervention de la Gendarmerie nationale (GIGN), de amerikanske Navy SEALs og Delta Force, de israelske Sayaretgrupper, de russiske Spetsnazstyrker og Alfa-enheden samt de danske Frømandskorpset og Jægerkorpset der er specialoperationsstyrker, samt Sirius-patruljen og SSR der er specialstyrker. Skillelinien mellem elite- og specialstyrker siges at være vag. Der er dog nogle kendetegn, der klart adskiller disse to betegnelser:

## Optagelseskrav
Optagelseskravene er ikke så skrappe til en elitestyrke som til en specialenhed. Det amerikanske marinekorps sender sine rekrutter i såkaldte recruit depots, rekruttræningslejre, hvor de gennemgår intensiv militær træning gennem nogle måneder, faktisk på samme måde som danske rekutter bliver trænet, bare meget hårdere. På et sådant sted er der flere hundrede rekrutter, der alle er på et vist niveau i træningen, men de er blevet optaget i korpset. På samme måde med Rangerskolen, hvor mange hundrede soldater gennemgår træning på samme tid på et meget stort areal. Optagelseskravene er generelt meget højere til specialstyrker, og kun få kan honorere dem. F.eks. består kun ca. 2-8 % af ansøgerne til Special Air Service 22. Regiment, mens den tilsvarende procentdel for ansøgere til det danske Jægerkorps måske er lidt lavere. En jægeraspirant er først optaget i Jægerkorpset, når han har gennemført optagelsesprøverne og aspiranttiden tilfredsstillende og bliver først egentlig jæger senere.

## Enhedsstørrelser
Elitestyrker indsættes i større enheder: kompagni- og bataljonsstørrelse eller endnu større, og de kæmper på mere konventionel måde med indsættelse af luftstøtte og måske også kampvogne. Under invasionen af Saipan i juni 1944 indsatte amerikanerne 60.000 marineinfanterister i tre divisioner. Da amerikanerne angreb Kabuls lufthavn i december 2003, anvendtes faldskærmstropper i meget stort omfang. Mange af de enheder, der kæmpede ved fronterne under 2. verdenskrig, i både regimenter og divisioner, var eliteenheder. Specialstyrker er, som navnet siger, meget specialiserede både i uddannelse, træning, bevæbning, indsættelse og opgaver. De indsættes i små enheder, højst 10 mand, både under 2. verdenskrig og nu og er ofte meget svære at finde for eftersøgningsstyrker. Disse eftersøgningsstyrker kan være det danske hjemmeværn, forskellige politistyrker eller det britiske Hunterforce.

## Udrustning og bevæbning
Eliteenhedens soldater er udstyret med en standardbevæbning i form af en type gevær til de menige og mindre automatvåben til officererne samt de sædvanlige støttevåben i form af maskingeværer, mortérer og raketstyr på samme måde som almindelige enheder. Den øvrige udrustning adskiller sig med nogle få undtagelser ikke fra de almindelige enheders udrustning. En specialenhed på måske 5-6 personer er i modsætning til en eliteenhed ikke udstyret med en standardbevæbning. Specialstyrker har netop den bevæbning, der er velegnet til den givne opgave, og hver enkelt mand er i stand til at betjene samtlige våben og det udstyr, enheden råder over. Udrustningen er, fra radiomateriel til de værktøjer, sanitetsmanden råder over, af højeste kvalitet, og en sådan enhed kan udrustes til alt lige fra en enkelt indsats til flere uger i felten. Under ét gælder det for specialstyrker, at de ikke slæber alt muligt med, men kun den bevæbning og den udrustning, de skal bruge i forbindelse med den pågældende operation. Det gælder også, selv hvis man synes, en soldat bærer rundt på en rygsæk, der er næsten lige så stor, som han selv er, foruden våben og basis påhængt den personlige udrustning.

## Indsættelsesformer
Elitestyrker indsættes i et normalt front- eller kampafsnit, dog ofte som spydspids og udfører opgaven i samarbejde med andre konventionelle styrker. Et godt eksempel på dette er den rolle, de amerikanske rangerenheder spillede i forbindelse med den allierede overgang over Rhinen i marts 1945, eller den rolle faldskærmstropperne spillede under Operation Market Garden i september 1944. Under Yom Kippur krigen kæmpede både infanteri- og panserenheder fra Golan-brigaden ved det nordlige frontafsnit i Golanhøjderne.
Specialstyrkers opgaver kan være alle former for indsættelse med mange formål bag fjendens linjer eller i forbindelse med antiterror opgaver. (Et eksempel er befrielsesaktionen ved den iranske ambassade i Princess Gate i London i 1980, udført af en enhed af Special Air Service). Dog indsættes de aldrig i en normalt kamp- eller frontafsnit, dertil er de for få og for værdifulde. Eksempler på indsættelsesformer af specialstyrker kan være følgende: faldskærme med både iltspring fra f.eks. 10 km højde og spring fra lav højde med automatisk udløsning af faldskærmen; helikoptere, både med direkte landsætning og med rapelling og/eller fastroping og torpedobåde eller hurtiggående patruljebåde med vandsætning langs en kyststrækning. Endelig er der ubåden. De to sidstnævnte bruges mest af enheder som US Navy SEALs, Frømandskorpset og det britiske SBS, Special Boat Squadron. Disse er de primære indsættelsesformer med helikopteren i en stadig mere fremtrædende rolle. En indsættelsesmetode, vi normalt ikke forbinder med specialstyrker, er hundeslæden. Men den anvendes af Sirius-patruljen, der afpatruljerer det barske og vidtstrakte Nordøstgrønland. Deltagelse i denne særlige enhed kræver, foruden alt det der ellers kræves af specialstyrker, en speciel stærk psyke og en solid humoristisk sans. Sirius-patruljen er i den særlige situation, at den er en militær specialenhed, der samtidig har politimyndighed i området.

## I hinandens bede
Som nævnt i ovenstående kapitel om indsættelsesformer, indsættes specialstyrker aldrig i almindelige kamp- eller frontafsnit pga. deres høje værdi og relativt lave antal. Men det modsatte kan faktisk være tilfældet.
Det måske bedst kendte eksempel på operationer foretaget i gråzonen mellem specialstyrker og eliteenheder er Operation Entebbe. Den israelske eliteenhed, Sayeret Matkal, blev indsat i en operation noget lignende SAS´ befrielse af den iranske ambassade i Princess Gate. Altså en enhed, der betegnes som værende en eliteenhed, som udfører en operation, der senere ville være blevet tildelt en specialstyrke, måske Sayeret Golani, for nu at blive i den israelske sammenhæng. At Sayeret Matkal udførte opgaven til noget nær et 12-tal, siger noget om enhedens høje niveau, dens moral og risikovilje og noget om baglandet. Det er i øvrigt noget, man oftere ser med israelske enheder end andre landes styrker: at almindelige troppeenheder bliver brugt i sammenhænge, der faktisk ligger på niveau med eliteenheder, og eliteenheder bruges i specialstyrkesammenhæng. Det siger både noget om gråzonen mellem es og sps og noget om israelske styrkers generelle niveau.
Et andet tilfælde af blandinger er, at nogle eliteenheder har deres egen specialstyrke. Det gælder for den amerikanske 82. luftbårne division, som har en afdeling United States Army Special Forces underlagt divisionskommandoen. Et andet tilfælde er den amerikanske specialenhed Force Recon, som er underlagt US Marine Corps, og som virker i samarbejde med de almindelige marineinfanterienheder. Her er altså to tilfælde af specialenheder, som er underlagt den større elitestyrkes kommando, da de er en del af denne.